# Il Volo

logo

Il Volo (en français Le Vol) est un trio de deux ténors et un baryton de « pop-opéra » italiens, composé de Piero Barone, Ignazio Boschetto et Gianluca Ginoble.

## Membres du trio
- Piero Barone : ce ténor italien est né le 24 juin 1993 à Naro en Italie.
- Ignazio Boschetto : il est né à Bologne le 4 octobre 1994, mais a grandi et vit à Marsala en Sicile.
- Gianluca Ginoble : il est né le 11 février 1995 à Atri (province de Teramo), dans la région des Abruzzes, dans le centre de l'Italie. Il a grandi et vit dans le village voisin de Montepagano (it). Il a une voix de baryton.

## Carrière
Ces trois jeunes chanteurs de « pop-opéra » ont commencé leur carrière en 2009, lorsqu'ils se sont rencontrés lors de la seconde édition du concours musical de la RAI, Ti lascio una canzone (it), qui avait lieu au théâtre Ariston à Sanremo.
Le 2 mai 2009, Gianluca Ginoble a remporté le concours, en chantant Il mare calmo della sera, d'Andrea Bocelli.
Pendant ce concours, les trois chanteurs ont été choisis pour interpréter en trio le classique napolitain 'O Sole Mio. Après le concours, ils décident de continuer à chanter ensemble sous le nom « Il Trio » (Le Trio), puis Il Volo. Ils sont choisis par Barbra Streisand pour chanter dans son concert « Back to Brooklyn » en 2013.
En 2015, le trio participe au Festival de Sanremo, qu'il remporte avec sa chanson Grande Amore, et devient ainsi le représentant italien au Concours Eurovision de la chanson 2015. Ils terminent en troisième place avec 292 points. Le trio de chanteur italiens a terminé premier du televoting du concours de l'Eurovision 2015.
Le 20 décembre 2018, il est annoncé que le trio participera lors du Festival de Sanremo 2019 avec la chanson Musica che resta. Ils y terminent finalement en 3e position, après Mahmood et Ultimo.
Le 5 juin 2021, ils ont donné un concert à L'Arena di Verona en l'honneur du compositeur italien Ennio Morricone. Le 5 novembre 2021, ils ont sorti un album hommage dédié à Morricone intitulé Il Volo Sings Morricone.

## Albums
- 2010 – Il Volo
- 2012 – We Are Love
- 2013 – Buon Natale - The Christmas Album
- 2015 – L'Amore Si Muove/ Grande amore (International Version)/ Grande Amore
- 2018 – Ámame
- 2019 – Musica
- 2021 – Il Volo Sings Morricone
- 2024 - Ad Astra